# 알나흐다 (사우디아라비아)
알나흐다(아랍어: نادي النهضة)는 사우디아라비아에 위치한 담맘을 연고로 하는 축구팀이다. 이 팀은 1949년에 창단하였다.

## 선수 명단

### 현역
참고: FIFA 자격 규정에 따라 소속된 국가대표팀 국기를 표시합니다. 선수는 복수의 FIFA 비회원국 국적을 가지고 있을 수 있습니다.
| 번호 | 포지션 | 국적 | 이름 |
| ---- | ------ | ---- | ---- |

| 번호 | 포지션 | 국적 | 이름 |
| ---- | ------ | ---- | ---- |

## 역대 감독
| 감독          | 임기        |
| ------------- | ----------- |
| 잘렐 카드리   | 2012 ~ 2013 |
| 잘렐 카드리   | 2013 ~ 2014 |
| 사드 알셰흐리 | 2017        |

틀:알나흐다 (사우디아라비아) 감독